# Aphaniosoma minutum
Aphaniosoma minutum är en tvåvingeart som beskrevs av Hardy 1980. Aphaniosoma minutum ingår i släktet Aphaniosoma och familjen gulflugor. Inga underarter finns listade i Catalogue of Life.